# Ctenocystida
Ordre
Synonymes
- Ctenocystoida[1]
- Dizonida Ubaghs & Robison, 1988[1]

Les Ctenocystida sont un ordre d'échinodermes du Paléozoïque, connus uniquement sous forme fossile, attribué au morpho-groupe des carpoïdes, ou Homalozoa.

## Systématique
L'ordre des Ctenocystida a été créé en 1969 par les paléontologues américains Richard A. Robison et James Sprinkle (d).

## Liste des familles
Selon BioLib (27 juillet 2021) :
- † famille des Ctenocystidae Sprinkle & Robison, 1978
- † famille des Pembrocystidae Domínguez-Alonso, 1999

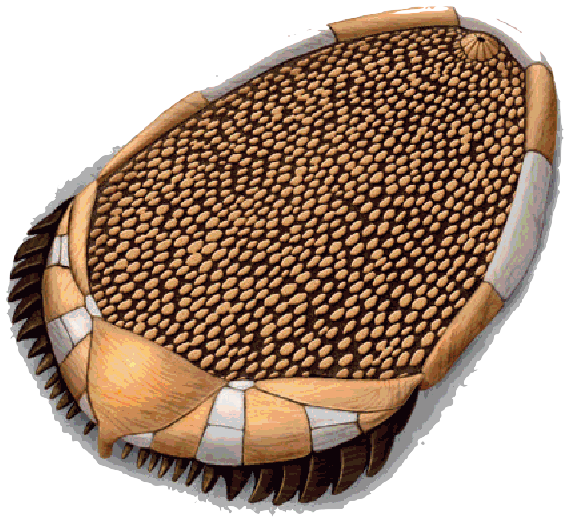
Reconstitution d'un Courtessolea
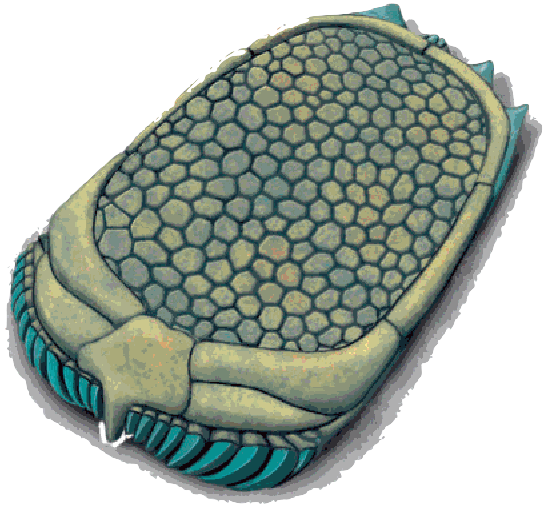
Reconstitution d'un Ctenocystis
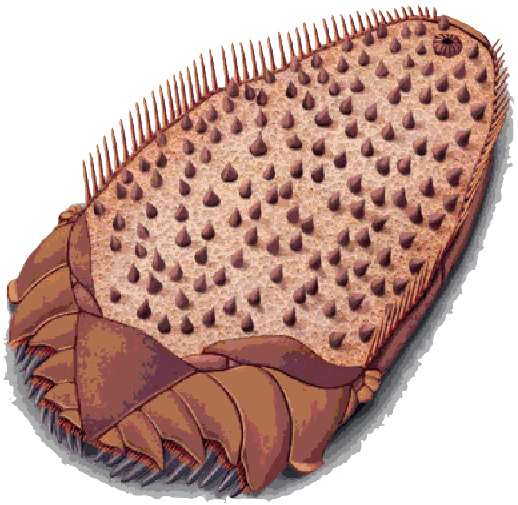
Reconstitution d'un Ctenoimbricata (appartenance à ce groupe disputée)

## Publication originale
- (en) Richard A. Robison et James Sprinkle, « Ctenocystoidea: new class of primitive echinoderms », Science, Amérique septentrionale, AAAS, vol. 166, no 3912,‎ 1er décembre 1969, p. 1512-1514 (ISSN 0036-8075 et 1095-9203, OCLC 1644869, PMID 17742852, DOI 10.1126/SCIENCE.166.3912.1512).